# 小桧山哲夫
小桧山 哲夫（こひやま てつお、1922年（大正11年）5月10日 - 1997年（平成9年）10月23日）は、日本の政治家。青森県三沢市長（3期）。

## 経歴
青森県上北郡三沢村（のち大三沢町、現在の三沢市）出身。1940年（昭和15年）旧制青森県立野辺地中学校（現在の青森県立野辺地高等学校）卒。卒業後は大湊要港部建築部に就職。太平洋戦争の悪化により、陸軍に召集され、旧満州に派遣される。現地で終戦を迎え、ソ連軍によりシベリアに抑留される。1948年（昭和23年）に帰国し、大三沢町役場に就職する。
大三沢町役場は市制施行により、三沢市役所となる。小桧山は市総務課長、収入役を経て、1970年（昭和45年）青森県議会議員選挙に出馬するため三沢市役所を退職した。1971年（昭和46年）青森県議会議員に当選。2期務める。
2期目途中の1978年（昭和53年）三沢市長の小比類巻富雄が急死、これに伴う三沢市長選挙に立候補し、当選した。市長就任後に総合開発基本構想を策定、漁民研修センターを整備し、漁業振興に力を入れた。生活環境の面ではゴミ処理場を整備、拡充し、福祉、厚生面では私立病院の増設など医療行政の拡充、強化を図った。
1986年（昭和61年）3回目の当選を果たした後の12月に公共工事に関する汚職事件で逮捕され、市長を辞職。1995年仙台高裁で懲役3年の実刑判決が下された。